# Raionul Zolociv (pre-2020), Liov
Zolociv (în ucraineană Золочівський район, transliterat: Zolocivskîi raion) este un raion în regiunea Liov, Ucraina. Reședința sa este orașul Zolociv.

## Demografie
Componența lingvistică a raionului Zolociv
     Ucraineană (98,97%)
     Alte limbi (0,9%)
Conform recensământului din 2001, majoritatea populației raionului Zolociv era vorbitoare de ucraineană (98,97%), existând în minoritate și vorbitori de alte limbi.